# Estêvão Cacella
Estêvão Cacella (* 1585 in Avis; † 1630 in Tibet) war ein jesuitischer Missionar aus Portugal. 
Auf seinen Missionen in Asien kam er in den Himalaya. Er war der erste Europäer in Bhutan. Er traf dort Shabdrung Ngawang Namgyel und blieb etwa acht Monate in dem Land. Sein ausführlicher Brief aus dem Cheri-Kloster an seine Oberen, in dem er über die Fortschritte seines Aufenthalts berichtete, gelten als einzige westliche Aufzeichnungen über Shabdrung Ngawang Namgyel.